# William Edmond Gates
William Edmond Gates (Atlanta, 8 de diciembre de 1863 - Baltimore, 24 de abril de 1940) fue un coleccionista y mayólogo estadounidense.
Fue profesor en la Johns Hopkins University y del Museo Nacional de Arqueología, Historia y Etnología de México, así como Presidente de la Maya Society. Ha sido uno de los mayores coleccionistas de textos y de documentos escritos en lenguas mexicanas, particularmente en la maya. Sobre su tarea de coleccionista Alfred M. Tozzer dijo:

No satisfecho con poseer una muy completa colección de documentos sobre lingüística maya, quiso también copias de los textos disponibles en las bibliotecas públicas y aún de aquellos sólo disponibles en colecciones privadas....

Tuvo a su alcance la mayor parte de los más importantes documentos, los originales o sus copias, conocidos de la cultura maya. Entre otros, de los documentos yucatecos pueden mencionarse: los Chilam Balam de Calkiní, de Kaa, Teabo, Nah, Tekax, Tizimín, Chumayel, Ixil y la Crónica de Chicxulub, así como el Ritual de los Bakabs. De todo ello preparó un compendio que, más tarde, Charles Bowditch obsequió al Museo Peabody de Arqueología y Etnología de la Universidad de Harvard. En la William Gates Collection, lista publicada en Nueva York en 1924, se incluyen 1580 títulos de obras impresas o manuscritas referentes a México y Mesoamérica que pasaron por sus manos.
William Gates fue quien denominó Tzolkin al segundo calendario usado por los mayas, o calendario sagrado, y que consta de 13 meses, teniendo cada mes 20 días, de tal forma que éste cuenta con 260 días.

## Obra publicada
Los libros escritos de Gates incluyen:
(en inglés)
- The Maya and Tzental Calendars.  Comprising the Complete Series of Days, With Their Positions in the Month, For each One of the Fifty-Two years of the Cycle, According to Each System (1900)
- Commentary upon the Maya-Tzental Perez codex (1910)
- An Outline Dictionary of Maya Glyphs (1931)
- The Dresden codex (1932)
- The Madrid Maya codex (1933)
- Rural education in Mexico and the Indian problem (1935)
- The Maya society and its work (1937)
- Yucatan before and after the conquest: The Maya (1937) (Traducción de la Relación de las cosas de Yucatán)
- A grammar of Maya (1938)
- The De la Cruz-Badiano Aztec herbal of 1552 (1939)